# Atlantis Jr.
Atlantis Jr. (nacido en 1998) es un luchador profesional mexicano. Trabaja para el Consejo Mundial de Lucha Libre (CMLL), donde es el actual Campeón Mundial Histórico de Peso Semicompleto de la NWA en su primer reinado. A través de una relación de trabajo con CMLL, también aparece en Ring of Honor (ROH), donde fue una vez Campeón Mundial de Televisión de ROH. Interpreta a un personaje técnico (uno de los «buenos» en la lucha libre profesional).
Hizo su debut en el ring a fines de 2017 bajo el nombre de Tiburón, pero se reveló que era el hijo del luchador Atlantis a fines de 2018, cuando cambió su nombre a «Atlantis Jr.» y comenzó a usar la misma máscara que su padre.
Su verdadero nombre no es de dominio público, como suele suceder con los luchadores enmascarados en México, donde su vida privada se mantiene en secreto para los fanáticos de la lucha libre.

## Vida personal
Atlantis Jr. nació en 1998, y es hijo del luchador profesional Atlantis y hermano mayor de El Hijo de Atlantis. Como ni Atlantis ni Atlantis Jr. han sido desenmascarados, fuentes publicadas en México no han revelado sus nombres según la tradición de la lucha libre. Su tío fue luchador profesional en la década de 1990. Atlantis Jr. comenzó a entrenar para una carrera de lucha libre profesional a la edad de 12 años, con la única condición establecida fue que tenía que continuar estudiando. Fue entrenado primero por su padre y luego por los entrenadores de la escuela de lucha del Consejo Mundial de Lucha Libre (CMLL), a través de los contactos de su padre. En la escuela, fue entrenado por Ringo Mendoza, Virus, Arkangel de la Muerte, Último Guerrero, Último Dragoncito y Franco Columbo durante los siguientes ocho años.

## Carrera en la lucha libre profesional

### Circuito independiente

#### Tiburón (2017-2018)
En entrevistas, Atlantis Jr. declaró que hizo su debut en la lucha libre profesional en 2017, aunque no confirmó si usó el nombre de ring Tiburón desde el principio o si trabajó bajo una identidad diferente no revelada. El primer combate documentado de Tiburón tuvo lugar el 21 de abril de 2018, cuando hizo equipo con Divino Boy, derrotando a Rokambole Jr. y Tackle como parte de 25.º Aniversario de Mr. Niebla de Promociones Tragedias. Su combate más destacado en ese momento fue el Dragon Scramble match que fue parte del show Toryumon Mexico Dragonmania XIII, ganado por Argos.

### Consejo Mundial de Lucha Libre

#### Atlantis Jr. (2018-presente)

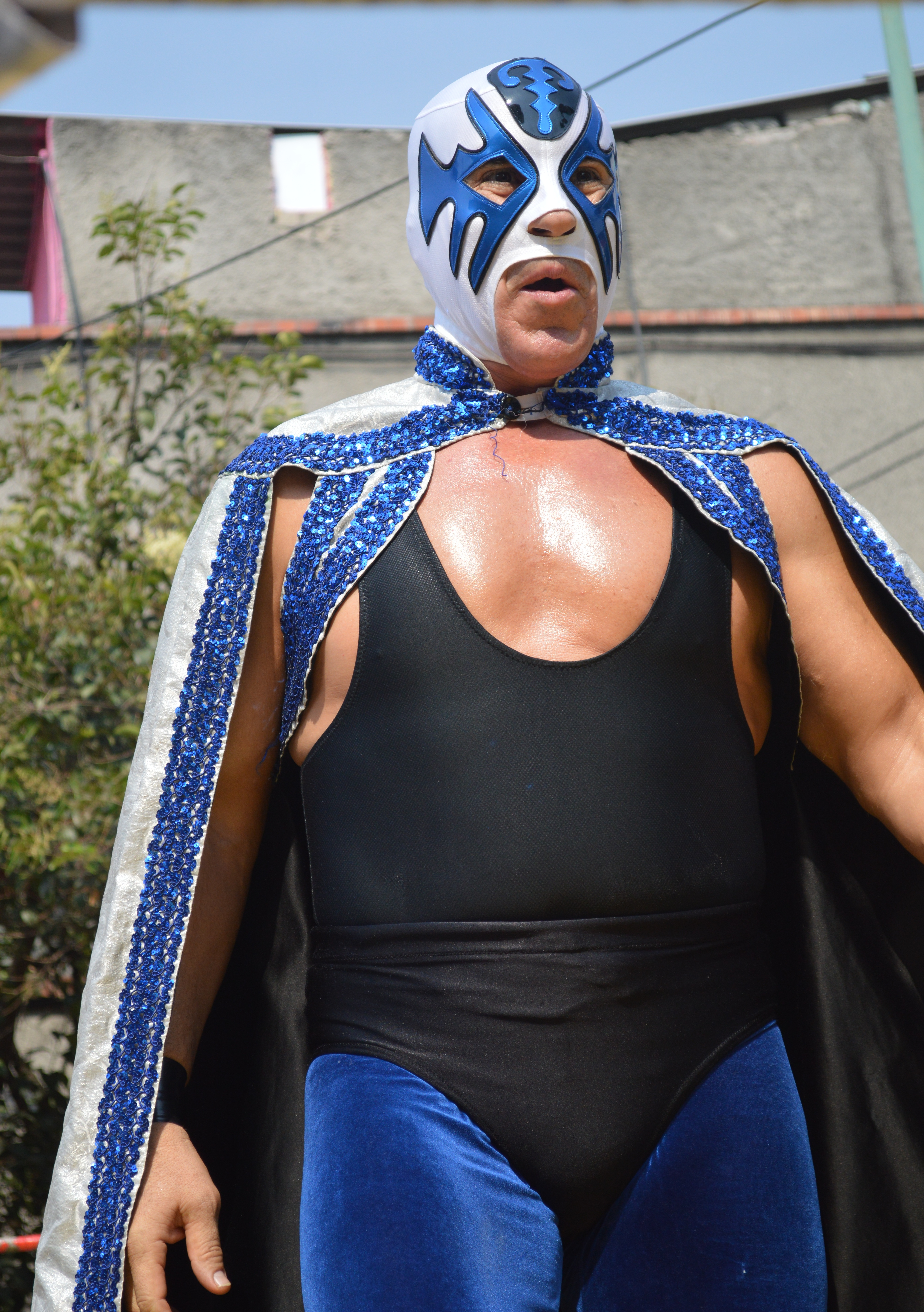
Su padre Atlantis (en una foto de 2013), usando el mismo diseño de máscara que Atlantis Jr.

A finales de 2018, Atlantis y el Consejo Mundial de Lucha Libre (CMLL) presentaron oficialmente a Atlantis Jr., reconociendo su nombre de ring anterior y dándole oficialmente una máscara idéntica a la que usaba su padre. Fue presentado con el sobrenombre de El Príncipe de la Atlántida. Durante su entrevista de debut mencionó que quería continuar la rivalidad que su padre tenía con Villano III, ya que El Hijo de Villano III había comenzado a trabajar para CMLL poco antes de que Atlantis Jr. fuera presentado.
Atlantis Jr. hizo su debut oficial en el ring en Osaka, Japón, como parte de la gira FantasticaManía 2019. En el combate, Sansón y Okumura derrotaron al dúo padre/hijo, seguido de ser humillados cuando Sansón y Okumura les robaron sus máscaras. Atlantis Jr. obtendría una pequeña medida de venganza el último día de la gira al derrotar a Okumura en su primer combate individual.
En su primer combate en suelo mexicano, él, su padre y Místico derrotaron a Bárbaro Cavernario, Templario y El Hijo del Villano III el 29 de enero de 2019. Trabajó en su primer gran espectáculo de CMLL cuando él, su padre y Tritón derrotaron a Los Hijos del Infierno (Ephesto, Luciferno y Mephisto) en la cartelera del 63.º Aniversario de Arena México. Mientras trabajaba para CMLL, a Atlantis Jr. también se le permitió trabajar en el circuito independiente, lo que llevó a Atlantis Jr. y El Hijo de Octagón a derrotar a El Hijo de L.A. Park / El Hijo de Pirata Morgan y El Canek Jr. / El Hijo de Dos Caras para ganar el Campeonato en Parejas de la UWE el 29 de junio de 2019.
La rivalidad de segunda generación entre los Atantis y la familia Villano llevó a Atlantis Jr. y El Hijo del Villano III a enfrentarse en su primer combate uno contra uno el 5 de julio de 2019, un combate que terminó en doble conteo fuera ya que ambos luchadores estaban peleando fuera del ring durante demasiado tiempo. Durante la segunda mitad de 2019, Atlantis Jr. comenzó a trabajar cada vez en más partidos en los que no formaba equipo con su padre. Para el espectáculo del Gran Premio Internacional de 2019, Atlantis Jr. se asoció con Audaz y Flyer derrotó a El Hijo del Villano III, Rey Bucanero y Tiger. A esto le siguieron Atlantis Jr., Flyer y Fugaz derrotando a Hechicero, El Hijo del Villano III y Templario en la cartelera del show Día de Muertos 2019.
En 2020, Atlantis Jr. formó equipo con Flyer en un torneo por el vacante Campeonato Nacional en Parejas. El 6 de marzo, en el Súper Viernes, derrotaron en primera ronda a Los Cancerberos del Infierno (Cancerbero y Raziel), en cuartos de final a Rey Cometa y Star Jr. y en semifinales a Felino y Tiger. El 13 de marzo derrotaron en la final a El Hijo del Villano III y Templario, por dos caídas a una. Después de dos defensas de título, fueron derrotados por Atrapasueños (Espíritu Negro y Rey Cometa) el 9 de julio de 2021, poniendo fin a su reinado de 483 días.
En 2022, comenzó un feudo con Stuka Jr. y el 16 de septiembre, ganó su primera Lucha de Apuestas, lo que obligó a Stuka Jr. a desenmascararse y revelar su nombre de nacimiento. Atlantis Jr. había estado trabajando con Los Guerreros Laguneros de vez en cuando, ocasionalmente siendo llamados Los Guerreros de la Atlántida, que era el nombre del grupo cuando su padre era colíder. Sin embargo, eligió trabajar con su padre en combates de tríos, y finalmente Stuka Jr. se convirtió en el último luchador en unirse a Los Guerreros. El 4 de febrero de 2023, Atlantis Jr. derrotó a Stuka Jr. por el Campeonato Mundial Histórico de Peso Semicompleto de NWA, su primer campeonato individual en la promoción. El 2 de junio, hizo equipo con Star Jr. y Volador Jr. para derrotar a Los Infernales (Euforia, Hechicero y Mephisto) por el Campeonato Mundial de Tríos del CMLL. El 5 de febrero de 2024, el trío fue derrotado por Los Bárbaros (Bárbaro Cavernario, Dragón Rojo Jr. y El Terrible), poniendo fin a su reinado en 248 días.
El 28 de junio, debido a la colaboración entre CMLL y All Elite Wrestling / Ring of Honor, derrotó a Kyle Fletcher para convertirse en el nuevo Campeón Mundial de Televisión de ROH. El 26 de julio, en Death Before Dishonor, Atlantis Jr. defendió con éxito su título en un combate Survival of the Fittest.

## Campeonatos y logros
- Consejo Mundial de Lucha Libre
  - Campeonato Mundial Histórico de Peso Semicompleto de la NWA (1 vez, actual)
  - Campeonato Mundial de Tríos del CMLL (1 vez) – con Star Jr. y Volador Jr.
  - Campeonato Nacional en Parejas (1 vez) – con Flyer [27]
  - La Copa Junior (2022)[28]
  - Torneo Increíble de Parejas (2022) – con Stuka Jr.
  - Torneo Heredero (2022) – con Atlantis
  - Torneo Cuadrangular Eliminatorio de Parejas Increíbles (2022) – con Stuka Jr
- New Japan Pro-Wrestling
  - Torneo de Parejas Interfaccionales (2023) – con Último Guerrero
- Pro Wrestling Illustrated
  - Ocupa el puesto n.° 354 entre los 500 mejores luchadores individuales del PWI 500 en 2021[29]
- Ring of Honor
  - ROH World Television Championship (1 vez) [25]
  - Survival of the Fittest (2024)
- Universal Wrestling Entertainment
  - UWE World Tag Team Championship (1 vez, actual) - con El Hijo de Octagón [14]